# 小島心二郎
小島 心二郎（こじま しんじろう、1982年6月11日 - ）は、東京都小平市出身の元プロ野球選手（投手）。旧登録名及び本名は小島 紳二郎（読み方同じ）。

## 経歴

### プロ入り前
中学時代は東村山リトルシニアでプレー。国士舘高等学校2年時の秋季東京都大会は、決勝での完封勝利など優勝に貢献。3年春の第72回選抜高等学校野球大会では初戦の高岡第一高等学校戦で完封勝利を挙げた。2回戦の智弁和歌山戦で8点差を逆転され敗退。同年6月に来日した全米高校選抜チームとの対戦では、東京都選抜チームのエースとして登板して勝利した。全国高等学校野球選手権東東京大会は、直前に肘を故障して登板することができず、チームは決勝で桑原義行を擁する日大豊山高等学校に敗れたため、甲子園での復帰は叶わなかった。
なお、2学年上の実兄は創価高等学校で小谷野栄一と同期で、4番一塁手として同校の第70回選抜高等学校野球大会出場に貢献した。
高校卒業後は、東都大学野球連盟に加盟する国士舘大学へ進学。2部リーグで通算12勝9敗。
2004年のプロ野球ドラフト会議で、広島東洋カープから5巡目指名を受け入団。

### 広島時代
プロ1年目の2005年8月27日、中日ドラゴンズ戦でプロ入り初登板を初先発という形で果たす。
2006年は先発として4試合に登板するもプロ初勝利はならなかった。9月19日の読売ジャイアンツ戦では、5回1失点と好投するも、救援陣が打たれ勝利を逃した。
2007年はリリーフで1試合の登板に留まり、防御率も40.50と打ち込まれた。
2008年は、二軍でも防御率5点台と調子が上がらず、プロ4年目で初の一軍登板なしのシーズンで終わり、翌2009年も一軍登板なしで終わった。
2010年から、フォームをサイドスローに変更。3年ぶりに一軍登板を果たした。

### オリックス時代
2010年11月8日に菊地原毅との交換トレードでオリックス・バファローズへ移籍。
2011年は一軍登板なしに終わり、10月9日に戦力外通告を受け、12月2日に自由契約公示され、現役を引退。

### 引退後
オリックス・バファローズで打撃投手となり、2019年まで務めた。
2020年からは本名の「小島紳二郎」として埼玉西武ライオンズの打撃投手兼スコアラーに就任する。

## 選手としての特徴・人物
高校時代は最速138キロの直球とチェンジアップ、鋭くコーナーを攻めるカーブで相手打線を封じ込めた。
手塚一志によって書籍「ジャイロボール」中でジャイロボールを投げていると指摘された。手塚によると、小島は4シームジャイロボールと2シームジャイロボールの2種類を投げ分けている。
スタッフとして所属する埼玉西武ライオンズのプロフィールページでは「小さい時からライオンズファンです」と記されている。

## 詳細情報

### 年度別投手成績
| 年 度     | 球 団     | 登 板 | 先 発 | 完 投 | 完 封 | 無 四 球 | 勝 利 | 敗 戦 | セ 丨 ブ | ホ 丨 ル ド | 勝 率 | 打 者 | 投 球 回 | 被 安 打 | 被 本 塁 打 | 与 四 球 | 敬 遠 | 与 死 球 | 奪 三 振 | 暴 投 | ボ 丨 ク | 失 点 | 自 責 点 | 防 御 率 | W H I P |
| --------- | --------- | ----- | ----- | ----- | ----- | -------- | ----- | ----- | -------- | ----------- | ----- | ----- | -------- | -------- | ----------- | -------- | ----- | -------- | -------- | ----- | -------- | ----- | -------- | -------- | ------- |
| 2005      | 広島      | 2     | 2     | 0     | 0     | 0        | 0     | 0     | 0        | 0           | ----  | 37    | 8.0      | 8        | 1           | 6        | 0     | 0        | 5        | 0     | 0        | 5     | 5        | 5.63     | 1.75    |
| 2006      | 広島      | 4     | 4     | 0     | 0     | 0        | 0     | 2     | 0        | 0           | .000  | 91    | 21.0     | 25       | 3           | 2        | 1     | 1        | 12       | 0     | 0        | 13    | 13       | 5.57     | 1.29    |
| 2007      | 広島      | 1     | 0     | 0     | 0     | 0        | 0     | 0     | 0        | 0           | ----  | 8     | 0.2      | 4        | 1           | 2        | 0     | 0        | 0        | 0     | 0        | 4     | 3        | 40.50    | 9.00    |
| 2010      | 広島      | 4     | 0     | 0     | 0     | 0        | 0     | 0     | 0        | 0           | ----  | 10    | 2.0      | 3        | 0           | 1        | 0     | 1        | 0        | 0     | 0        | 1     | 1        | 4.50     | 2.00    |
| 通算：4年 | 通算：4年 | 11    | 6     | 0     | 0     | 0        | 0     | 2     | 0        | 0           | .000  | 146   | 31.2     | 40       | 5           | 11       | 1     | 2        | 17       | 0     | 0        | 23    | 22       | 6.25     | 1.61    |

### 記録
- 初登板・初先発：2005年8月27日、対中日ドラゴンズ16回戦（ナゴヤドーム）、5回2失点
- 初奪三振：同上、2回裏に野口茂樹から空振り三振

### 背番号
- 58（2005年 - 2010年）
- 46（2011年）
- 100（2012年 - 2019年）
- 05（2020年 - 2024年）
- 04（2025年 - ）

### 登録名
- 小島 紳二郎 （こじま しんじろう、2005年 - 2006年）
- 小島 心二郎 （こじま しんじろう、2007年 - 2011年）